# Kås Bredning
Kås Bredning är en vik i Danmark. Den ligger i den nordvästra delen av landet och är en del av Limfjorden.